# 김무종
김무종(金戊宗, 1954년 4월 7일~)은 대한민국의 야구 선수이다.
KBO 리그 해태 타이거즈에서 포수로 활동하였다. 본명은 김무미(金武美)이고 우투우타이다. 일본 이름은 기모토 시게미(木本茂美)였다.
한편, 1983년과 1986년 1987년 우승을 하면서 해태 타이거즈의 안방마님으로 굳건히 자리를 잡았으나 1988년에는 갑작스런 손가락 부상 탓인지 장채근에게 주전자리를 빼앗겨 같은 해 시즌 후 일본으로 되돌아갔다.
그 뒤, 재일교포 출신 김성근 감독이 1991년 삼성 라이온즈 감독에 부임하자 같은 시기 이 팀 배터리코치로 한국에 돌아왔지만 1990년 11월 2일부터 3년 계약 형식으로 취임했던 김성근  감독이 부임 첫 해인 1991년 자신의 스파르타식 훈련 때문에 부상선수가 속출하여 3위로 떨어진 데 이어 1992년에는 4위로 간신히 진출한 준플레이오프에서 2패로 탈락하여 2년 연속 한국시리즈 진출에 실패해  임기를 1년 남겨둔 채 도중하차한 데다 1993년 시즌 후 계약이 종료되면서 또다시  일본으로 되돌아갔다.

## 경력
- 일본 동양고등학교
- 일본 히로시마 도요 카프 2군
- 해태 타이거즈 : 1983년 1월 입단 (계약금 2100만 원, 연봉 2400만 원)
- 삼성 라이온즈 배터리 코치 : 1991년 - 1993년

## 통산 기록
| 연도 | 소속  | 경기 | 타수 | 득점 | 안타 | 2루타 | 3루타 | 홈런 | 타점 | 도루 | 희생타 | 4구 | 사구 | 삼진 | 병살타 | 실책 | 타율  | 장타율 | 출루율 |
| ---- | ----- | ---- | ---- | ---- | ---- | ----- | ----- | ---- | ---- | ---- | ------ | --- | ---- | ---- | ------ | ---- | ----- | ------ | ------ |
| 1983 | 해태  | 93   | 309  | 43   | 81   | 19    | 2     | 12   | 60   | 2    | 11     | 20  | 5    | 35   | 7      | 10   | 0.262 | 0.453  | 0.313  |
| 1984 | 해태  | 66   | 217  | 22   | 53   | 14    | 1     | 7    | 22   | 0    | 6      | 22  | 1    | 36   | 6      | 9    | 0.244 | 0.415  | 0.315  |
| 1985 | 해태  | 87   | 263  | 28   | 65   | 14    | 0     | 7    | 35   | 1    | 12     | 26  | 0    | 32   | 9      | 4    | 0.247 | 0.380  | 0.307  |
| 1986 | 해태  | 101  | 317  | 19   | 71   | 6     | 2     | 8    | 44   | 0    | 17     | 25  | 3    | 42   | 5      | 9    | 0.224 | 0.331  | 0.283  |
| 1987 | 해태  | 89   | 243  | 25   | 55   | 8     | 1     | 7    | 31   | 1    | 12     | 22  | 3    | 42   | 7      | 7    | 0.226 | 0.354  | 0.293  |
| 1988 | 해태  | 9    | 8    | 0    | 1    | 1     | 0     | 0    | 0    | 0    | 0      | 0   | 1    | 0    | 1      | 1    | 0.125 | 0.250  | 0.222  |
| 통산 | 6시즌 | 445  | 1357 | 137  | 326  | 62    | 6     | 41   | 192  | 4    | 58     | 115 | 13   | 187  | 35     | 40   | 0.240 | 0.385  | 0.306  |